# Middle Teton
El Middle Teton es una montaña situada en el parque nacional Grand Teton, al noroeste de Wyoming (Estados Unidos). Con sus 3902 metros es la tercera montaña más alta del parque nacional después del Grand Teton y el monte Owen.

## Geología

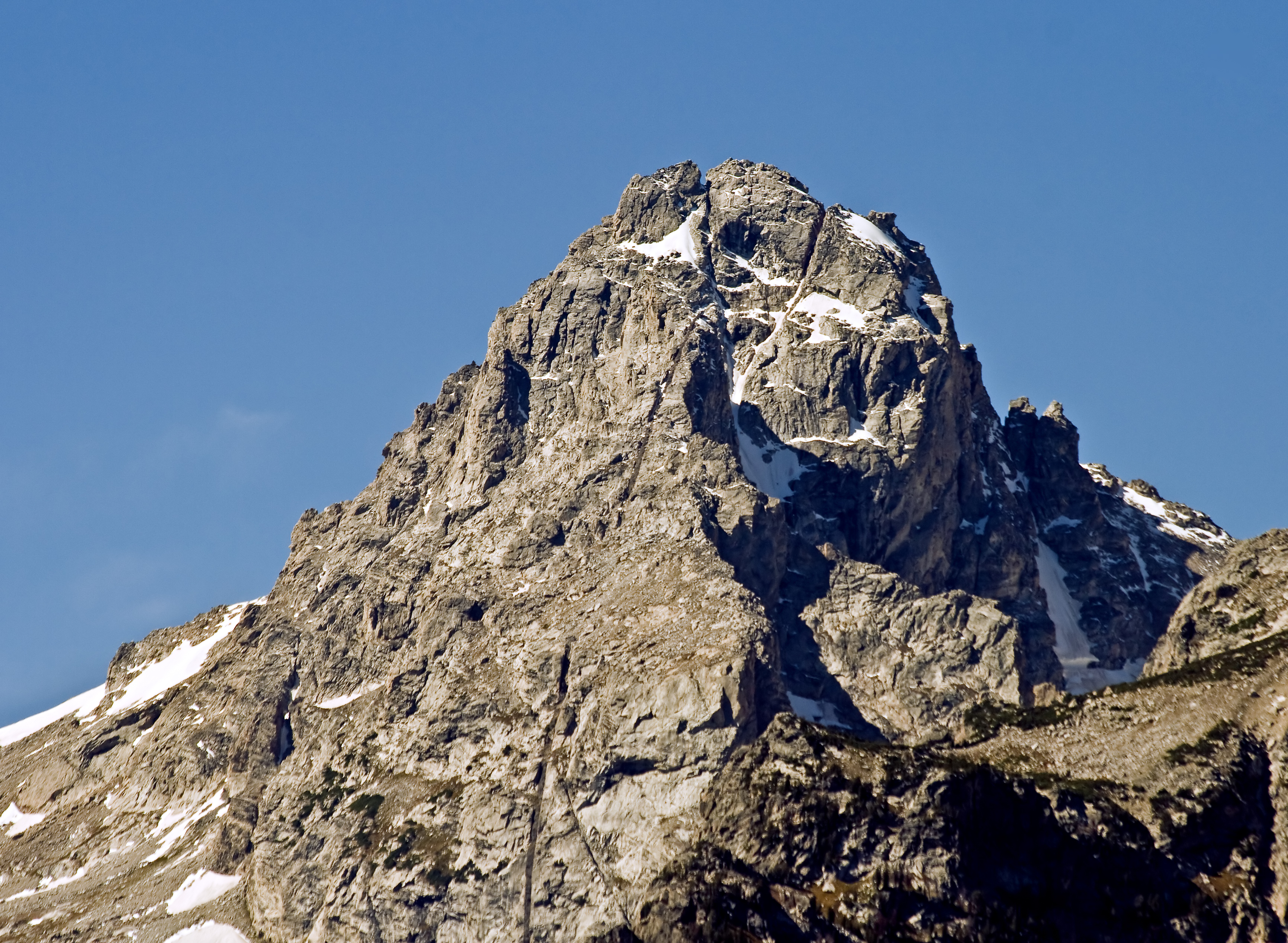
Middle Teton

La montaña está dentro de las Montañas Rocosas, y más concretamente en la cordillera Teton. Este macizo es el más joven de las Rocosas. El glaciar Middle Teton se encuentra en el flanco oriental de la montaña. Del mismo modo que el cercano monte Moran, la roca del Middle Teton es una intrusión de basalto conocida con el nombre de Black Dike ("dique negro"). Esta intrusión es el resultado del paso de lavas volcánicas a través de rocas más antiguas ya existentes.